# Reillanne (tổng)
Tổng Reillanne là một tổng ở tỉnh Alpes-de-Haute-Provence trong vùng Provence-Alpes-Côte d'Azur.
Tổng này được tổ chức xung quanh Reillanne ở quận Forcalquier. Độ cao từ 323 m (Céreste) à 971 m (Céreste) với độ cao trung bình là 568 m.

## Hành chính
| Giai đoạn | Ủy viên          | Đảng | Tư cách              |
| --------- | ---------------- | ---- | -------------------- |
| 2004-2010 | Raymond Bressand | PCF  | Thị trưởng Reillanne |

## Các đơn vị hành chính
Tổng Reillanne gồm 8 xã với dân số 2 976 người (điều tra năm 1999, dân số không tính trùng)
| Xã                   | Dân số | Mã bưu chính | Mã insee |
| -------------------- | ------ | ------------ | -------- |
| Aubenas-les-Alpes    | 62     | 04110        | 04012    |
| Céreste              | 1 036  | 04280        | 04045    |
| Montjustin           | 60     | 04110        | 04129    |
| Oppedette            | 56     | 04110        | 04142    |
| Reillanne            | 1 322  | 04110        | 04160    |
| Sainte-Croix-à-Lauze | 72     | 04110        | 04175    |
| Vachères             | 257    | 04110        | 04227    |
| Villemus             | 111    | 04110        | 04241    |

## Thông tin nhân khẩu
| 1962                                                     | 1968  | 1975  | 1982  | 1990  | 1999  |
| -------------------------------------------------------- | ----- | ----- | ----- | ----- | ----- |
| 1 495                                                    | 1 729 | 1 891 | 2 241 | 2 662 | 2 976 |
| Nombre retenu à partir de 1962 : dân số không tính trùng |       |       |       |       |       |